# Erkki Hopf
Erkki Hopf (* 1964 in Hamburg) ist ein deutscher Schauspieler und Hörspielsprecher.

## Biografie
Hopf lebte nach dem Abitur am Hamburger Albert-Schweitzer-Gymnasium von 1983 bis 1987 in Finnland, dem Geburtsland seiner Mutter. In dieser Zeit arbeitete er als deutscher Nachrichtensprecher für Radio Helsinki. Nach Deutschland zurückgekehrt, ließ er sich ab 1987 drei Jahre lang an der Stage School of Dance and Drama in seiner Geburtsstadt zum Schauspieler ausbilden. 1990 trat er sein erstes Engagement am Theater Lüneburg an, bevor er 1993 zum Hamburger Ohnsorg-Theater wechselte, dessen Ensemble er bis heute angehört. Hier spielte er bislang eine Vielzahl von Rollen, so u. a. die Titelrolle in Charleys Tante, den lebensmüden Fotografen in De Nervbüdel, der niederdeutschen Bühnenfassung des Filmhits Die Filzlaus, oder den Schreiber Licht in Dat Schörengericht, der plattdeutschen Adaption des Kleist-Stückes Der zerbrochne Krug. Für seine Darstellung in dem Musical De lütte Horrorladen wurde Hopf 2012 mit dem Rolf-Mares-Preis ausgezeichnet. Einige Stücke unter Hopfs Mitwirkung wurden auch als hochdeutsche Inszenierungen im Fernsehen gezeigt, so z. B. Plünnenball (1999), Hamburger Bier (2000) oder Pension Schöller (2005).
Daneben ist Hopf seit 1996 umfangreich als Sprecher in zumeist niederdeutschen Hörspielproduktionen des Norddeutschen Rundfunks und Radio Bremens tätig, so seit 2011 in der Rolle des Familienvaters in der Hörspielserie Düsse Petersens.
Weiterhin arbeitet Hopf als Sprecher in vielen Bereichen, z. B. in Werbespots oder als Voice-over, sprach diverse Charaktere in der Zeichentrickserie Max und Molly und wirkt als Synchronsprecher u. a. in der Sesamstraße op Platt und in den unter dem Titel Büttenwarder op Platt ins Plattdeutsche übertragenen Folgen der Kultserie Neues aus Büttenwarder. Darüber hinaus hat Erkki Hopf eine Reihe von Hörbüchern und CDs im Bereich der Kinderliteratur aufgenommen. Für die Quatschbox des NDR sprach er verschiedene Figuren, wie beispielsweise das Urmel, Peter Pan oder Till Eulenspiegel. Außerdem gibt Hopf Schauspielunterricht.
Hopf spricht neben Deutsch und Plattdeutsch auch Finnisch auf muttersprachlichem Niveau und erlernte im Musikzweig des Albert-Schweitzer-Gymnasiums Klavier, Querflöte und Violoncello.

## Filmografie
- 1985: Suuri Illusioni
- 1996: Strandräuber
- 1996: Die Ohnsorgs
- 1997: In Luv und Lee die Liebe
- 1999: Plünnenball
- 2000: Hamburger Bier
- 2000: Morgen wird alles anders
- 2002: Zum Teufel mit Hamlet
- 2002: Lustfahrt ins Paradies
- 2002: Jennys Rezept
- 2002: Die Reise nach Kapstadt
- 2003: Zwei wie Katz und Hund
- 2005: Pension Schöller
- 2007: Schwarze Hochzeit
- 2013: Lügen haben junge Beine
- 2019: Ein besserer Herr

## Hörspiele
- 1996: Der Wind des Bösen – Regie: Norbert Schaeffer
- 1998: Moorkaten – Regie: Jochen Schütt
- 1998: Dat Schipp Spökenkieker – Regie: Ursula Hinrichs
- 1998: Eenmal Camping, jümmer Camping – Regie: Frank Grupe
- 1999: Großstadtindianer (5. Teil: Anzeige gegen Unbekannt) – Regie: Hans Helge Ott
- 1999: Mummenschanz – Regie: Rainer Gussek
- 1999: De Wanz – Regie: Georg Bühren
- 1999: De letzte Klassenfahrt – Regie: Frank Grupe
- 2001: Arvdeel – Regie: Frank Grupe
- 2001: Jümmergrön – Regie: Frank Grupe
- 2001: Börsen-Feever – Regie: Edgar Bessen
- 2001: Liebeslänglich Amrum (Folgen 4 und 8) – Regie: Frank Grupe
- 2001: Opwarmte Arvensupp – Regie: Wilfried Dziallas
- 2003: De lesen-Moritz – Regie: Hans Helge Ott
- 2003: Nich mit mi! – Regie: Dirk Böhling
- 2003: Der Drache mit den magischen Augen – Regie: Christoph Dietrich
- 2004: Die Zugmaus (Teil 1 und 2) – Regie: Rainer Gussek
- 2005: Mullworpsdörp – Regie: Jochen Schütt
- 2005: Jümmer Matthes – Regie: Ilka Bartels
- 2006: Utstüürt – Regie: Hans Helge Ott
- 2006: Die Lebensgeschichte, Abenteuer, Erfahrungen und Beobachtungen David Copperfields (Teil 1 bis 4) – Regie: Annette Berger
- 2006: Lütetsburg – Regie: Frank Grupe
- 2006: Ünner den Melkwoold – Regie: Hans Helge Ott
- 2007: Das Evangelium nach Jesus Christus (2. Teil) – Regie: Hans Gerd Krogmann
- 2007: Märchenkuddelmuddel bei Rübezahl – Regie: Helmut Peters
- 2008: Miesel und das Glibbermonster (Teil 1 und 2) – Regie: Hans Helge Ott
- 2009: De Füerpüster – Regie: Hans Helge Ott
- 2009: De Mafia is överall – Regie: Hans Helge Ott
- 2009: Halligstorm – Regie: Ilka Bartels
- 2009: Blauwaterseilen – Regie: Hans Helge Ott
- 2010: Handy in'n Kabeljau – Regie: Ilka Bartels
- 2010: De Frau in'n Daak – Regie: Hans Helge Ott
- 2011: Schattenkind – Regie: Hans Helge Ott
- 2011: Njorka un de Fents vun'n Sommer – Regie: Ilka Bartels
- 2011–2014: Düsse Petersens – Regie: Hans Helge Ott
- 2012: Der große Baresi (Teil 1 und 2) – Regie: Hans Helge Ott
- 2012: Die Gallanos – Zirkus trifft Krimi (Folge 1: Verdammt fiese Diebe) – Regie: Hans Helge Ott
- 2013: Iestappen oder Kiek na buten – Regie: Janine Lüttmann
- 2014: Onno Viets und der Irre vom Kiez – Regie: Wolfgang Seesko
- 2014: Stand der Dinge – Regie: Andrea Getto
- 2015: Geschichten aus der großdeutschen Metropulle (Teil 3: Einigkeit und Recht und Freiheit) – Regie: Andrea Getto
- 2015: Rogge – Regie: Hans Helge Ott

## Auszeichnungen
- 2012 Rolf-Mares-Preis für seine Rolle als Simon in De lütte Horrorladen im Ohnsorg-Theater
- 2015 Rolf-Mares-Preis für seine Rolle als Arwin alias Zasa in Dat Narrenhuus im Ohnsorg-Theater